# Alberto Iglesias Fernández-Berridi
Alberto Iglesias Fernández-Berridi (Sant Sebastià, 1955) és un compositor de cinema basc. L'any 2007 i 2005 va ser nominat a l'Oscar per les pel·lícules The Kite Runner i The Constant Gardener.

## Biografia
Estudia piano, harmonia i contrapunt al Conservatori de Música de Sant Sebastià amb Francisco Escudero; més tard, rep lliçons de composició i piano de F. Schwartz a París i estudia tècniques de composició electroacústica amb Gabriel Brnçic als estudis Phonos de Barcelona. Com a intèrpret, el més destacable és el període de 1981 a 1986, quan va formar un duet estable de música electrònica amb el també compositor Javier Navarrete, que els va portar per diverses gires en les quals interpretaven les seves pròpies composicions.
Començava a compondre per al cinema l'any 1984, amb La conquista de Albania, i ha passat de llavors ençà a escriure per a gairebé 30 pel·lícules críticament aclamades, moltes d'ells per al director Pedro Almodóvar.
El 1991 començaria la seva col·laboració amb Julio Médem amb el seu debut al llargmetratge Vacas, on Iglesias compon una magistral descripció sonora del bosc, lloc central a partir del qual neix i mor la història i els seus personatges, cada un amb el seu distintiu tema melòdic. A la banda sonora s'inclouen, a més, nombrosos efectes de so associats a la música. Per aquesta pel·lícula Julio Médem és guardonat amb el Goya a la millor direcció novella, i Alberto Iglesias és reconegut amb la seva primera nominació al Goya a la millor música original.
És el compositor amb més Goyes (8) seguit de José Nieto.

## Filmografia seleccionada
| Any  | Pel·lícula                          | Director           | Notes |
| ---- | ----------------------------------- | ------------------ | --- |
| 1992 | Vacas                               | Julio Médem        | Nominació − Goya a la millor música original                                                                                     |
| 1993 | La ardilla roja                     | Julio Médem        | Goya a la millor música original                                                                                                 |
| 1993 | Dispara                             | Carlos Saura       | |
| 1995 | La flor de mi secreto               | Pedro Almodóvar    | |
| 1996 | Pasajes                             | Daniel Calparsoro  | |
| 1996 | Tierra                              | Julio Médem        | Goya a la millor música original                                                                                                 |
| 1997 | Carne trémula                       | Pedro Almodóvar    | |
| 1997 | La camarera del Titanic             | Bigas Luna         | |
| 1998 | Los amantes del Círculo Polar       | Julio Médem        | Goya a la millor música original                                                                                                 |
| 1999 | Todo sobre mi madre                 | Pedro Almodóvar    | Goya a la millor música original                                                                                                 |
| 2001 | Lucía y el sexo                     | Julio Médem        | Goya a la millor música original                                                                                                 |
| 2002 | Hable con ella                      | Pedro Almodóvar    | Goya a la millor música original                                                                                                 |
| 2004 | La mala educación                   | Pedro Almodóvar    | |
| 2005 | The Constant Gardener               | Fernando Meirelles | Nominació − Oscar a la millor banda sonora                                                                                       |
| 2006 | Volver                              | Pedro Almodóvar    | Goya a la millor música original                                                                                                 |
| 2007 | The Kite Runner                     | Marc Forster       | Nominació − Oscar a la millor banda sonora Nominació − Globus d'Or a la millor banda sonora Nominació − BAFTA a la millor música |
| 2008 | Che: The Argentine                  | Steven Soderbergh  | Nominació − Goya a la millor música original                                                                                     |
| 2009 | Los abrazos rotos                   | Pedro Almodóvar    | Goya a la millor música original                                                                                                 |
| 2010 | También la lluvia                   | Icíar Bollaín      | Goya a la millor música original                                                                                                 |
| 2011 | La piel que habito                  | Pedro Almodóvar    | Goya a la millor música original                                                                                                 |
| 2011 | Le Moine                            | Dominik Moll       | |
| 2011 | El talp (Tinker Tailor Soldier Spy) | Tomas Alfredson    | Nominació − Oscar a la millor banda sonora Nominació − BAFTA a la millor música                                                  |
| 2013 | Los amantes pasajeros               | Pedro Almodóvar    | |
| 2014 | Exodus: Gods and Kings              | Ridley Scott       | |